# Tính Không
Tính Không (zh. 空, 空 性, sa. śūnya, tính từ, sa. śūnyatā, danh từ, bo. stong pa nyid སྟོང་པ་ཉིད་) có nghĩa là "trống rỗng, trống không" là một khái niệm trung tâm của triết lý của Đức Phật, quan trọng nhất và cũng trừu tượng nhất. Tính Không hiểu ở đây không phải sự trống rỗng thông thường mà nói về một thể tính vô biên vô hạn tuyệt đối (nghĩa là bao hàm tất cả); không thể dùng suy nghĩ, cảm nhận để đo lường, nằm ngoài cặp đối đãi có-không. Tính Không này không phải là một đối tượng để một chủ thể tiếp cận đến vì bản thân chủ thể cũng thuộc về nó. 
Trong thời Phật giáo sơ kỳ, kinh điển đã nhắc rằng, mọi sự vật là giả hợp, hữu vi (sa. saṃskṛta), trống rỗng (sa. śūnya), Vô thường (sa. anitya), Vô ngã (sa. anātman) và Khổ (sa. duḥkha). Trong truyền thống Thượng tọa bộ, tính Không được sử dụng như một tính từ (sa. śūnya) nhằm nói về thể tính của con người. Đại thừa đi thêm một bước nữa, sử dụng tính Không như một danh từ (sa. śūnyatā), xem Không là vạn sự, vạn sự là Không, tức mọi hiện tượng thân tâm đều không hề có tự tính (sa. svabhāva). Mọi pháp đều chỉ là những dạng trình hiện (呈現, en. appearance, de: Erscheinung), chúng xuất phát từ tính Không, là không.
Tuy thế, người ta cần phải tránh quan điểm hư vô (en. nihilism) dễ có khi luận về tính Không như vừa kể trên. Phải hiểu là sự vật không phải là không có, chúng có, nhưng chúng không có tự tính, tất cả đều do duyên hợp mà thành. Kể cả tư tưởng cũng là trình hiện của thể tính đó nên không thể dùng tư tưởng để tiếp cận ngược lại nó. Vì vậy tiếp cận tính Không là nội dung của các phép tu học, nhất là Thiền tông. Tính Không được Đại thừa cho là thể tính tuyệt đối, tối thượng, không bị hạn lượng của nhị nguyên. Vì tính chất trừu tượng và chỉ nhờ trực ngộ mà thấy nên tính Không luôn luôn là đối tượng tranh luận trong các tông phái Phật giáo xưa nay.
Đại thừa dùng ẩn dụ sau đây để minh hoạ sự khác biệt trong quan điểm của Tiểu thừa và Đại thừa về tính Không: Tiểu thừa xem sự vật như một cái thùng trống rỗng, Đại thừa phủ nhận luôn sự hiện hữu của cái thùng đó, chủ trương một quan điểm vô ngã tuyệt đối.
Trong bộ kinh Bát-nhã-ba-la-mật-đa, tính Không được xem là cái chung nhất của tất cả mọi hiện tượng mâu thuẫn lẫn nhau; kinh này cho rằng Sắc và Không không hề khác nhau, Sắc là Không. Giống như sáng, tối và hư không thì khi sáng có, tối không có hoặc ngược lại nếu tối có, thì sáng không có nhưng hư không thì không thay đổi. Đứng về phương diện của tính Không mà nói thì sắc và không cũng giống như sáng và tối biến đổi trạng thái trong hư không vậy. (xem Tâm kinh).
Trung quán tông thì cho mọi sự vật đều trống rỗng, chúng chỉ dựa lên nhau mà có (duyên khởi). Thể tính của toàn thế giới là Không, nó là "cái tĩnh lặng của thiên hình vạn trạng". Tính Không là thể tính của mọi khái niệm, kể cả khái niệm "tính không" bao trùm ngôn ngữ. Vì vậy không thể dùng ngôn ngữ, dùng khái niệm nói về Không. Trung quán tông cho rằng, tính Không có ba chức năng: nguồn gốc của tất cả mọi sinh thành của chúng sinh, của sự hoại diệt của chúng, đồng thời tạo cho chúng điều kiện thoát khỏi Luân hồi. Một khi con người dùng trí Bát-nhã kiến ngộ được Không là con người đạt Niết-bàn.
Đối với Duy thức tông (sa. yogācārin, vijñānavādin) thì mọi sự đều trống rỗng vì chúng chỉ xuất phát từ Tâm (sa. citta). Trong trường phái này thì Tâm và tính Không là một.
Với thời gian, người ta có thể nhận ra một điểm khác biệt giữa Trung quán tông nguyên thủy và các giáo pháp Trung quán của Tây Tạng: nếu Trung quán chỉ nói tới tính Không bằng cách phủ nhận cái "đang là" thì các giáo phái này xem tính Không là một cái gì đó có tính chất khẳng định (positive) có thể nắm bắt được, tính Không này mang một tính chất "rộng mở", có một mối liên hệ với Tịnh quang (sa. ābhāsvara, ánh sáng rực rỡ, xem Na-lạc lục pháp).

## Trong Phật giáo Tây Tạng
Tại Tây Tạng, quan điểm tính Không cũng đóng một vai trò quan trọng trong khi truyền giáo lý Trung quán qua xứ này. Luận sư Ấn Độ Liên Hoa Giới (sa. kamalaśīla) và Hòa thượng Đại Thừa, đại diện của Thiền tông Trung Quốc tranh luận nhau, liệu con đường giác ngộ chân lý phải qua từng cấp bậc (Tiệm ngộ) hay chỉ là một trực nhận bất ngờ (Đốn ngộ). Cuối cùng, tại Tây Tạng, người ta chấp nhận con đường "từng cấp" và vì thế kể từ khoảng thế kỉ 11, người ta bắt đầu thiết lập nhiều phép tu và quan niệm triết học về tính Không, còn được ghi lại trong những tác phẩm gọi chung là Tất-đàn-đa (sa. siddhānta). Tất cả mọi trường phái của Trung quán đều lấy quan điểm "hai chân lý" của Long Thụ làm gốc:
- Chân lý quy ước (sa. saṃvṛti-satya), có giá trị trong đời sống bình thường, có giá trị cho các hiện tượng do duyên khởi tạo nên, nhưng chúng không tồn tại thật sự;
- Chân lý tuyệt đối (sa. paramārthasatya), là tính Không, là thể "nằm ngoài tồn tại hay không tồn tại", là thể không thể nghĩ bàn, chỉ có thể thông đạt được qua sự trực nhận.

Tất cả các điểm khác nhau giữa các phái thuộc Trung quán là hiểu thế nào về hai chân lý đó và làm sao mà tiếp cận, trực ngộ được tính Không. Các phép tu của Phật giáo Tây Tạng dần dần không chỉ tự giới hạn nơi những quan điểm triết học mà còn đi sâu vào các phép Tantra để tiếp cận tính Không. Đặc biệt là phép tu Đại thủ ấn (sa. mahāmudrā) và Đại cứu cánh chỉ rõ cho hành giả cách thể nhập kinh nghiệm về tính Không.
Đạt-lại Lạt-ma thứ 14 Đăng-châu Gia-mục-thố giảng giải tính Không theo quan điểm Phật giáo Tây Tạng như sau (Đạt-lại Lạt-ma tại Harvard, chương 10, Trí huệ):